# بابلو رودريغيز (سياسي)
بابلو رودريغيز (بالإسبانية: Pablo Rodríguez)‏ هو سياسي أرجنتيني وكندي، ولد في 21 يونيو 1967 في سان ميغيل دي توكومان في الأرجنتين. حزبياً، نشط في الحزب الليبرالي الكندي. وقد انتخب عضو مجلس العموم الكندي عن دائرة Honoré-Mercier (electoral district) ‏ وقد انضم خلال فترته النيابية ‏ للكتلة البرلمانية الحزب الليبرالي الكندي.